# Promozione
Promozione là một hạng đấu của bóng đá Ý. Đây là giải hạng sáu (kể từ 2014-15) trong hệ thống giải đấu bóng đá Ý. Mỗi đội chiến thắng các bảng trong cấp độ Promozione sẽ được thăng hạng lên giải Eccellenza. Tùy thuộc vào quy định địa phương của mỗi giải đấu, sẽ có một số đội bóng mỗi năm sẽ xuống hạng ở Prima Categoria. Cấp độ này của bóng đá Ý là hoàn toàn nghiệp dư và được điều hành ở cấp độ khu vực.

## Tóm tắt lịch sử
Trong quá khứ, 1904-1912,  Seconda Categoria là cấp độ thứ hai của giải đấu khu vực địa phương Ý trong đó đội lớn sử dụng đội dự bị hoặc đội trẻ. Đội mới gia nhập FIF (Liên đoàn bóng đá Ý; FIF là tên cũ của FIGC trước 1909) đã được thêm vào các giải đấu đó.
Vào tháng 2 năm 1912, một số Thành viên Liên đoàn mới của FIGC đã bắt đầu xây dựng một quy tắc mới bổ sung các suất thăng hạng và xuống hạng từ Seconda Categoria đến Prima Categoria. Quy tắc mới này đã được phê duyệt trong cuộc họp thường niên liên bang tháng 7 năm 1912 để danh mục này đổi tên thành Promozione vì các đội chiến thắng đã được thăng hạng lên cấp cao hơn. "Promozione" đã được chơi trong các giải đấu FIGC cho đến mùa 1921-22 khi các quy tắc và thay đổi mới được đặt ra trong việc mở rộng các thể loại giải đấu từ 3 lên 4.
Năm 1922, "Promozione" vẫn ở cấp độ khu vực hàng đầu và các quy tắc mới đã không thay đổi tình hình đó: giải đấu thứ ba (tiếng Ý = Terza Divisione) đã thay thế "Promozione" để đến năm 1948-49 không có giải đấu nào khác có tên đó.
Năm 1948, giải hạng 3 (Serie C) đã phải giảm vì quá nhiều đội bóng. Được điều hành bởi ba giải đấu liên vùng (Bắc, Trung và Nam) với số lượng các đội khác nhau tham dự, các đội được yêu cầu từ Liên đoàn sẽ xuống hạng vào các giải đấu khu vực. Sự phản đối của các đội bóng đã tạo ra quy định ở một cấp độ khác giữa Serie C và giải đấu hàng đầu khu vực Prima Divisione (tiếng Ý cho giải hạng nhất). Họ gọi nó là Promozione (Liên đoàn tài trợ). Nó kéo dài cho đến mùa 1951-52 khi nó phải được hạ cấp thành giải đấu hàng đầu trong khu vực và được đổi tên thành "Promozione Regionale" (Liên đoàn tài trợ khu vực).
"Promozione Regionale" đã được đổi tên thành "Campionato Nazionale Dilettanti" vào đầu mùa 1957-58 và kéo dài hai năm khi, sau khi hoàn thành các quy tắc mới về giải đấu "nghiệp dư", khi sinh ra Lega Nazionale Dilettanti (1959) được đổi tên lại từ Prima Categoria.
Năm 1967 một dự án mới được khởi công từ Lombardy Ủy ban khu vực. Đó là sự ra đời của một "giải đấu nghiệp dư" cấp cao nhất (nay là Eccellenza) bằng cách giảm các đội Prima Categoria. FIGC đã đặt lại cấp độ khu vực hàng đầu này với tên cũ "Promozione". Giải đấu này bây giờ là cấp độ thứ hai của giải đấu nghiệp dư khu vực (thay đổi được thực hiện vào đầu mùa giải 1991-92).
Với sự cải tổ của Pro League trước mùa giải 2014-2015, trong đó Lega Pro Prima Divisione và Lega Pro Seconda Divisione đã thống nhất khôi phục Serie C như giải hạng ba mới, giải đấu này trở thành cấp quốc gia thứ sáu, nhưng vẫn cao thứ hai trong hệ thống thi đấu địa phương.

## Promozione theo khu vực
- Promozione Abruzzo - 1 bảng
- Promozione Basilicata - 1 bảng
- Promozione Calabria - 2 bảng
- Promozione Campania - 4 bảng
- Promozione Emilia-Romagna - 4 bảng
- Promozione Friuli-Venezuela Giulia - 2 bảng
- Promozione Lazio - 4 bảng
- Promozione Liguria - 2 bảng
- Promozione Lombardia - 6 bảng
- Promozione Marche - 2 bảng
- Promozione Molise - 1 bảng
- Promozione Piemonte và Thung lũng Aosta - 4 bảng
- Promozione Puglia - 2 bảng
- Promozione Sardegna - 2 bảng
- Promozione Sicilia - 4 bảng
- Promozione Toscana - 3 bảng
- Promozione Trentino-Alto Adige / Südtirol - 2 bảng
- Promozione Umbria - 2 bảng
- Promozione Veneto - 4 bảng